# Iostephane heterophylla

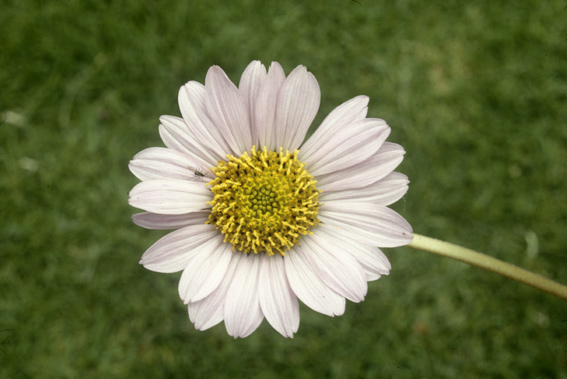
Hierba de oso

Iostephane heterophylla (Cav.) Benth. (también conocida como "hierba de oso") es una hierba perenne de los bosques de pino-roble y roble de las montañas (1.500 a 3.000 m s. n. m.) en el centro y norte de México, desde el norte en Chihuahua al sur en Oaxaca. De las cuatro especies de este género restringidas en México, este taxón tiene la distribución biogeográfica más amplia, mientras que los otros taxones están limitados a regiones más pequeñas de la Sierra Madre Occidental o a las montañas de Oaxaca y Chiapas. Perteneciente a la tribu Heliantheae y a la familia Asteraceae, es bien conocida en la medicina tradicional mexicana. Está asociada a matorrales xerófilos, bosques de encino y de pino. 
Habita en climas semisecos y templados entre los 2100 y los 2900 m s. n. m. Posee un tallo erecto que mide aproximadamente 1 metro de altura. Las hojas de la base son alargadas y más grandes que las de la punta, carecen de un tallo. Las cabezuelas se localizan en las partes terminales de las ramas, están compuestas de flores de color amarillo al centro y las del rededor con unas lengüitas de color lila, parecidas a las margaritas.

## Morfología
La hierba perenne subscapiforme tiene una raíz central en forma de un huso que crece a más de 45 cm de longitud y hasta 8 cm de ancho, y está cubierta por cantos corrugados longitudinales. La raíz da lugar al caudex erguido y arbolado, de 2 a 7 cm de largo, desde donde crece la roseta basal de las hojas. Las hojas alternas miden hasta 40 cm de largo y 15 cm de ancho, son lineales-lanceoladas a ovadas en su forma, algunas ampliamente lobuladas, cubiertas con pubescencia estriada y con pecíolos ligeramente alados. Florecen de 5 m a 15 dm de altura, y por lo general tiene una sola cabeza individual (aunque se pueden encontrar hasta cinco cabezas adicionales en algunas hierbas). La inflorescencia tiene de 2 a 3 filarios seriados, 15 a muchas flores de disco amarillo (algunas veces con lóbulos púrpuras) y 8 a 21 flujos de rayos uniseriados con lígulas de color blanco a rosado de hasta 5 cm de largo y 15 mm de ancho.

## Etnobotánica y antropología
La raíz, fresca o seca, suele usarse con motivos medicinales en todo México para aliviar el dolor de espalda y de los riñones, el cataplasma se aplica tópicamente al sitio del dolor. Una aplicación generalizada promueve la cicatrización de heridas en la piel y en llagas; el cataplasma de la raíz fresca es  usada como tópico mientras que la raíz en polvo o la raíz quemada es esparcida sobre el área afectada y vendada Las mordeduras de animales venenosos se tratan con el cataplasma o decocciones de las raíces. Otro uso general es el frotamiento de tintura de la raíz en las articulaciones del cuerpo para aliviar dolores asociados con artritis, reumatismo y huesos dislocados o en otras áreas del cuerpo. En el centro de México, la decocción de  20 g por cada 150 litros  de agua de Iostephane heterophylla se bebe diariamente para tratar la diabetes, afecciones pulmonares, dolencias hepáticas y dolencias gastrointestinales. Otros usos locales en Morelos incluyen el tratamiento del baños posparto en el "temascal" (baños indígenas mexicanos). En el Morelos colonial, la gangrena fue curada usando polvo de la raíz tostada (Martínez, 1989). Esta especie (reportada por el nombre de Náhuatl "chipaoacíztic" o "hierba contraria a los venenos") ha sido identificada en el periodo Colonial mexicano como un tratamiento efectivo para las heridas, mordeduras y dolores (Valdés y Flores, 1985). Normalmente la raíz se recoge de las poblaciones silvestres durante la estación seca después de que las hojas y los escapes se hayan marchitado y antes del rebrote. Sólo se informan algunos usos no medicinales. En el centro de México, las raíces frescas destilan una sustancia parecida a la resina, de color marrón rojizo, que los cazadores de aves aplican a las ramas arbóreas cerca de los agujeros para atrapar a los pequeños pájaros cantores que más tarde se venden en las ciudades. Los indios tarahumara de Chihuahua usan la raíz como fuente de tinte vegetal para lana y pieles curtidas.

## Estudios
Los estudios químicos de las raíces de I. heterophylla han identificado los sesquiterpenos, di terpenos, cumarinas, glucósidos y cromenos como los principales constituyentes (Aguilar et al. 1993). Algunos de estos metabolitos mostraron diversas acciones biológicas. El ácido diterpeno traquio- banoico mostró una actividad antimicrobiana marginal frente a dermatofitos tales como Trichophyton mentagrophytes y Microsporum gypseum y la levadura Candida albicans (Aguilar et al. 2001). Este mismo compuesto mostró actividad citotóxica contra células UISO-SQC-1. Además, el xantorrizis sesquiterpénico mostró un efecto citotóxico marginal frente a las células KB (Aguilar et al. 2001) y este último compuesto, así como el ácido traqueibanoico y el glicósido de dihidroxi xanthorrhizol inhibieron la contracción inducida por tonicidad del útero de rata (Ponce-Monter et. al. 1999). El propio xanthorrhizol induce la relajación independiente del endotelio de la aorta torácica de rata.

## Nombres comunes
La planta es comúnmente conocida en su zona geográfica por los nombres comunes "escorcionera" o "manso" (incluyendo "hierba de manso", "raíz de manso") el nombre anterior se aplicó al principio del período colonial, aunque fue reconocido como morfológicamente diferente de la escorzonera europea utilizada en el tratamiento de picaduras de animales tóxicos (Scorzonera hispanica L.) (Hernández, 1959; Nuez y Hernández, 1994). Otros nombres comunes utilizados en una base más local son: "bauji" (Nayarit), "corsonera" (Sonora), "coyorí" (Chihuahua), "cuauhtolotlanenci" (Hidalgo), "cuatolotlanenzi", "gentiana de país" (Michoacán), "hierba del oso" y "liga" (Estado de México), "tecpahtli", "tlacopatli" (Jalisco), "tlalpopolote" y "zacapal" (Morelos ) (Martínez, 1989, Villavicencio, 1995).

## Historia
Francisco Hernández, en el siglo XVI relata los usos siguientes: afecciones renales, alcalinizante, alexitere, antipalúdico, aperitivo, para inflamación de la garganta y tónico aromático.
Para el siglo XX, la Sociedad Farmacéutica de México la señala como: antidisentérico y pectoral.